# Кристиан Виери
Кристиан Виери наричан още Бобо Виери (на италиански: Christian Vieri) е италиански футболист, нападател. Роден е на 12 юли 1973 г. в Болоня.

## Кариера
Играе във „ФК Прато“ през 1989 – 1990 г., „Торино“ от 1990 до 1993 г. с известно прекъсване през 1992 г. във „ФК Пиза“, „ФК Равена“ през 1993 – 1994 г., „Венеция“ през 1994 – 1995 г., „Аталанта“ през 1995 – 1996 г., „Ювентус“ през 1996 – 1997 г. (23 мача, 8 гола), „Атлетико Мадрид“ през 1997 – 1998 г. (24 мача, 24 гола – голмайстор), „Лацио“ през 1998 – 1999 г. (22 мача, 12 гола), „Интер“ от 1999 г. (през сезона 2001 – 2002 г. регистрира рекордните си 22 гола в Италия).

### Отличия
Шампион на Италия през 1997 г., носител на купата на Италия през 1993 г. Голмайстор в първенството на Испания през 1998 г. с 24 гола и в първенството на Италия през 2003 г. с 24 гола. Носител на Междуконтиненталната купа и Суперкупата на Европа през 1996 г., на КНК през 1999 г. (автор на гол).

### Национален отбор
Дебютира в националния отбор на 29 март 1997 г. в мача Италия – Молдова 3:0. Участва на СП-98 (четвъртфинал) и СП-2002. През сезон 2007/2008 играе за „Фиорентина“, а от 2008 до 2009 играе в „Аталанта“. Той държи рекорд с Паоло Роси и Роберто Баджо за най-резултатен италианец на световни първенства – девет гола.